# Necrónimo
Un necrónimo, del griego νεκρος (transliterado nekros, "muerte") y ὀνομα (ónoma, "nombre"), se refiere a la utilización del nombre de una persona que ya ha fallecido.[cita requerida]

## En las diferentes culturas
Las diferentes culturas poseen distintas tradiciones al respecto, y se ha llegado hasta el extremo de ser un tema tabú en algunas de ellas. Las prácticas relativas a los necrónimos varían desde el extremo de nunca más hacer mencionar a dicha persona por el nombre que tenía en vida (usando algún circunloquio para referirse a ella) hasta, por el contrario, bautizar incesantemente a otros individuos -y hasta animales y cosas- con su necrónimo. Por ejemplo, en algunas culturas es común que un bebé recién nacido reciba el nombre (necrónimo) de un pariente que ha fallecido recientemente, mientras que en otras, la reutilización de tal nombre sería totalmente inapropiado, y hasta prohibido. No obstante, suele variar según los distintos países y el uso de necrónimos es algo relativamente común. En la cultura del judaísmo askenazí, es costumbre nombrar a un niño en honor de un amado que ha fallecido. El niño compartirá frecuentemente el mismo nombre hebreo que la persona fallecida, aunque no su nombre de pila.[cita requerida]

## Algunos problemas históricos
La práctica de otorgar los nombres de familiares fallecidos ha sido en algunos casos fuente de confusión para los historiadores. Esto se debe a la dificultad de diferenciar las partidas de nacimiento de dos hermanos casi seguidos, de ordinario la de un hijo que nació posteriormente a la temprana muerte de uno anterior. Uno de los casos relativamente famosos de este tipo es el del japonés Shigechiyo Izumi (¿1865?-1986), quien ese año fue reconocido por el Libro Guinness de récords mundiales, generalmente muy exigente, como la persona que más había vivido en el mundo, con 120 años y 237 días. Sin embargo, a partir de documentos oficiales nipones, se sospecha que habría nacido en 1880 y que, por lo tanto, habría fallecido a los 105 años de edad.[cita requerida]

## Uso de necrónimos durante la Guerra Fría
Por otro lado, durante el largo período de la Guerra Fría (aproximadamente, 1947-1989), el régimen comunista soviético también solía hacer uso de necrónimos para ocultar así la verdadera identidad de sus agentes de inteligencia, particularmente la de aquellos que trabajaban como residentes (rezidenti) ilegales en los principales países de Occidente (es decir, sin la protección brindada por una cubierta o fachada diplomática). Por ejemplo, el agente del KGB soviético Konon Molodi solo fue conocido durante varios años como Gordon Lonsdale por los principales servicios de inteligencia occidentales, como la CIA estadounidense y el MI6 británico (el auténtico Lonsdale había sido un ciudadano canadiense que había nacido dos años después que Molodi, pero que había fallecido en 1943 en los Estados Unidos cuando solo tenía 19 años, probablemente víctima de un homicidio). Molodi adoptó su alias cuando tenía 32 años, 11 años después de la muerte del verdadero Lonsdale.[cita requerida]

## Actualidad
En 2025, en el contexto del renombramiento del golfo de México a Gulf of America, nombre inglés de uso oficial en los EE. UU., partidarios se declararon en favor del necrónimo del golfo.